# Epischoenus lucidus
Epischoenus lucidus är en halvgräsart som först beskrevs av Charles Baron Clarke, och fick sitt nu gällande namn av Margaret Rutherford Bryan Levyns. Epischoenus lucidus ingår i släktet Epischoenus och familjen halvgräs. Inga underarter finns listade i Catalogue of Life.